# Saul Rubinek
Saul Rubinek (ur. 2 lipca 1948 w Wolfratshausen) – kanadyjski aktor polsko-żydowskiego pochodzenia, reżyser, producent i dramaturg, znany z pracy w telewizji, filmie i teatrze.

## Młodość
Rubinek przyszedł na świat w obozie Föhrenwald w Wolfratshausen (Niemcy), jako syn polskich Żydów – Frani i Izraela Rubinków. Jego ojciec pracował w fabryce, był menedżerem teatru, aktorem teatru żydowskiego i nauczał Talmudu. Rodzice Saula byli ukrywani przez polskich rolników przez niemal 2,5 roku w trakcie II wojny światowej. Za okazaną podczas wojny pomoc, małżeństwo regularnie przesyłało do Polski pieniądze w ramach wdzięczności za uratowane życie. W roku 1948 Rubinkowie przenieśli się do Kanady.

## Kariera
Rubinek rozpoczął profesjonalną grę aktorską w Kanadzie w wieku 10 lat. W 1981 roku, za rolę drugoplanową w filmie Bilet do nieba zdobył nagrodę Genie (kanadyjski odpowiednik Oscara). W 1987 roku napisał scenariusz i był producentem dokumentu So Many Miracles, opowiadający o przeżyciach jego rodziców podczas Holokaustu. Jako człowiek urodzony w obozie, aktor wcielił się w postać Aarona Zgierskiego – łowcy nazistów, w odcinku „Tribunal”, amerykańskiego serialu Po tamtej stronie. W obrazie Bez przebaczenia Clinta Eastwooda, który został uhonorowany Oscarem za najlepszy film, Rubinek zagrał biografa W.W. Beauchampa. Później aktor stwierdził, że „Zapłaciłby im (twórcom filmu), by móc zagrać w tym filmie”. Zagrał w dwóch produkcjach opowiadających historię amerykańskiego prezydenta Richarda Nixona – Nixon (1995), gdzie sportretował Herba Kleina, i Dick (1999), odtwarzając rolę Henry’ego Kissingera.

## Filmografia

### Telewizja
| Rok        | Tytuł                              | Rola                            |
| ---------- | ---------------------------------- | ------------------------------- |
| 1984       | Posterunek przy Hill Street        | Armand Bittar                   |
| 1985–1986  | McCall                             | Jason Mazer                     |
| 1990       | Star Trek: Następne pokolenie      | Kivas Fajo                      |
| 1994       | Prawnicy z Miasta Aniołów          | Harold Schoen                   |
| 1995, 1999 | Po tamtej stronie                  | profesor Hugaro, Aaron Zgierski |
| 1996       | Z pierwszej strony                 | Alan Mesnick                    |
| 1998       | Ochroniarz                         | Thomas                          |
| 1999       | Kancelaria adwokacka               | Arnold Hunter                   |
| 1999–2002  | Frasier                            | Donny Douglas                   |
| 2002       | Rodzinka w Białym Domu             | Sal Astor                       |
| 2003       | Prawo i porządek                   | Ira Simpkis                     |
| 2003       | Pancho Villa we własnej osobie     | Eli Morton                      |
| 2003       | Nowojorscy gliniarze               | Barry Tytel                     |
| 2004       | Pohamuj entuzjazm                  | dr Saul Funkhouser              |
| 2004       | Gwiezdne wrota                     | Emmett Bregman                  |
| 2004       | Raport o zagrożeniach              | Peter Tomaszewski               |
| 2005       | Ślepa sprawiedliwość               | dr Alan Galloway                |
| 2005       | Zagubieni                          | Custody Attorney                |
| 2006       | Eureka                             | dr Carl Carlson                 |
| 2007       | Mistrzowie horroru                 | prof. Harkinson                 |
| 2007       | Jesse Stone: Przemiana             | Hasty Hathaway                  |
| 2008       | Świry                              | Lance                           |
| 2008       | Orły z Bostonu                     | Donald Feldcamp                 |
| 2008–2012  | Uczciwy przekręt                   | Victor Dubenich                 |
| 2009−      | Magazyn 13                         | Artie Nielsen                   |
| 2013       | Prawo i porządek: sekcja specjalna | pan Price                       |
| 2013       | Impersonalni                       | Arthur Claypool                 |

### Film
| Rok  | Tytuł                    | Rola               |
| ---- | ------------------------ | ------------------ |
| 1982 | Zakochani młodzi lekarze | Floyd Kurtzman     |
| 1984 | Przeciw wszystkim        | Steve Kirsch       |
| 1986 | Słodka wolność           | Bo Hodges          |
| 1987 | Wall Street              | Harold Salt        |
| 1990 | Fajerwerki próżności     | Jed Kramer         |
| 1992 | Kłopoty z facetami       | Laurence Moncrief  |
| 1992 | Bez przebaczenia         | W.W. Beauchamp     |
| 1993 | Blues tajniaków          | pan Ferderber      |
| 1993 | Prawdziwy romans         | Lee Donowitz       |
| 1994 | Życzenie śmierci 5       | Brian Hoyle        |
| 1994 | Kocham kłopoty           | Sam Smotherman     |
| 1994 | Potyczki z tatą          | Bobby              |
| 1995 | Nixon                    | Herb Klein         |
| 2000 | Ukryta prawda            | Jerry Tolliver     |
| 2000 | Family Man               | Alan Mintz         |
| 2001 | Godziny szczytu 2        | Red Dragon Box Man |
| 2003 | Śpiewający detektyw      | Skin Specialist    |

## Nagrody
- 1982 – Nagroda Genie dla najlepszego aktora drugoplanowego w filmie Bilet do nieba